# NGC 4171
NGC 4171 је појединачна звезда у сазвежђу Береникина коса која се налази на NGC листи објеката дубоког неба.
Деклинација објекта је + 29° 13' 30" а ректасцензија 12h 12m 38,3s. Привидна величина (магнитуда) објекта NGC 4171 износи 12,2.